# Pibon de Toul
Pibon de Toul († 1107) est le 40e évêque de Toul.

## Biographie
Pibon était originaire de Saxe. Thiemar, son père, était grand-maître de la Maison de l'Empereur Henri III et sa mère, Udicha (ou Diroïca), était très amie avec l'Impératrice Agnès. Il avait reçu une éducation distinguée pendant plus de six ans par Annon, qui fut fait ensuite Archevêque de Cologne ; cependant il ne connaissait pas la langue française ou plutôt la langue romane que l'on parlait alors dans la Lorraine et les Trois Evêchés. Il sentit bientôt le besoin de l'apprendre et à l'âge de soixante ans, il se mit à l'étudier avec tant d'ardeur qu'une année lui suffit pour se mettre à même d'en faire usage dans ses prédications, ce qui fut considéré comme un miracle. 
L'empereur Henri IV se trouvait par hasard à Toul au moment où le Chapitre se disposait à élire le successeur d'Odon. Quelques-uns des seigneurs de sa suite engagèrent les chanoines à porter leurs suffrages sur Pibon, aumônier du prince et chancelier de l'Empire ; l'avis fut suivi et Pibon élu. L'Empereur fit quelque résistance avant de donner son approbation parce qu'il désirait conserver près de lui un personnage qui lui était aussi dévoué que Pibon mais il céda aux instances du comte Bernard, frère de ce dernier. Il sera sacré en 1070 par l'Archevêque de Trèves à Metz. 

### Un épiscopat mouvementé
L'épiscopat de Pibon fut mêlé de traverses et d'agitations de tous genres ; créature d'Henri IV, il tint longtemps son parti avec obstination contre celui de l'inflexible Grégoire VII et son nom figura plus d'une fois parmi ceux des prélats allemands qui entretinrent si imprudemment la lutte terrible soulevée entre le Pape et l'Empereur. Une accusation grave pesa sur sa tête, accusation dont il se disculpa faiblement et à la manière de ceux qui ont tort, en y répondant par des injures et en se livrant contre son juge à tous les égarements de la vengeance.   

#### Accusation de simonie
Un clerc de l'Église de Toul accusa Pibon devant le pape Grégoire VII en 1074, non seulement de l'avoir dépouillé très injustement de l'office de custode ou de sacristain qu'il exerçait dans la Cathédrale, mais de s'être rendu coupable de simonie en achetant son évêché à prix d'argent et en vendant les archidiaconés, les consécrations d'églises et les cures ; en outre de vivre avec une femme dont il avait un fils, et de l'avoir épousée selon les formes ordinaires aux laïques. Les deux derniers chefs de cette accusation étaient précisément les actes que Grégoire VII avait le plus à cœur d'anéantir dans la catholicité : la simonie et le mariage des prêtres.   

#### Intervention du Pape
Devant de telles accusations, Grégoire VII s'empressa à écrire une lettre à l'archevêque de Trêves (le 16 octobre 1074), pour que conjointement, avec l'évêque de Metz, ils eussent à prendre des informations sur la vérité des faits dont Pibon était accusé, et de lui transmettre immédiatement le résultat de leurs investigations. Pibon, loin de chercher à se justifier avec la modération convenable à son caractère, refusa toute explication aux commissaires nommés par le Pape et empêcha par là les effets de l'enquête. Il alla plus loin : il employa ses soldats à chasser de la ville ceux qui lui donnaient tort, dépouilla le clerc (son dénonciateur) de tout ce qu'il possédait, et alla se plaindre à l'Empereur des procédés du Pape.   
Celui-ci, informé de la conduite inconvenante de Pibon et de sa résistance à ses ordres, écrivit de nouveau à son métropolitain de Trèves et à l'évêque de Metz pour les inviter à le prévenir que s'il persistait dans son opiniâtreté, il serait retranché de la communion de l'Église. Cette menace, loin de ramener Pibon à de meilleurs sentiments, ne fit que l'irriter davantage et l'excita à passer toutes les bornes ; il se déclara hautement l'ennemi du Pape, prit parti contre lui et s'engageant dans le schisme d'Henri IV, il entraîna dans sa défection le duc de Lorraine, Thierry II de Lorraine, et le comte de Bar qui abandonnèrent aussi la cause de Grégoire pour embrasser celle de l'Empereur.  

#### Assiste à la diète de Worms (1076)
Henri convoqua la diète de Worms en 1076 auquel accoururent une foule d'évêques et où assista Pibon de Toul. Le Pape y fut accusé de simonie ainsi que de quelques autres crimes, aussi faux qu'absurdes, et on y dressa un acte de sa déposition que signèrent tous les prélats présent.  

##### Excommunication de l'Empereur Henri IV
Dès que Grégoire VII fut instruit du résultat de cette assemblée, il prononça à Rome au milieu d'un synode composé de cent dix évêques, une sentence d'excommunication contre l'Empereur Henri IV et le priva du titre de roi. Extrait :  

« [...] [il] m'a été donné de Dieu le pouvoir de lier et de délier, sur Terre comme au Ciel. Confiant dans ce pouvoir, [...] je conteste au roi Henri, fils de l'empereur Henri, qui s'est élevé avec un orgueil sans bornes contre l'Église, sa souveraineté sur la Germanie et sur l'Italie, et je délie tous les chrétiens du serment qu'ils lui ont ou qu'ils pourraient encore lui prêter, et leur interdis de continuer à le servir comme roi. Et puisqu'il vit dans la communauté des bannis, puisqu'il fait le mal de mille manières, puisqu'il méprise les exhortations que je lui adresse pour son salut, [...] puisqu'il se sépare de l'Église et qu'il cherche à la diviser, pour toutes ces raisons, moi, Ton lieutenant, je l'attache du lien de la malédiction »

— Sources pour l'histoire de l'empereur Henri IV, p 289.

Pénitence de Canossa ; l'empereur Henri IV agenouillé devant Mathilde de Toscane en présence du Pape Grégoire VII qui l'a excommunié, miniature du XIIe siècle.

Il lança ensuite le même anathème contre plusieurs des prélats présent au conciliabule de Worms, particulièrement contre ceux dont Henri avait suivi les conseils. Quant aux autres, il leur fixa un jour pour se justifier, les menaçant de la même peine, s'ils ne s'empressaient de se présenter devant le Saint-Siège. Peu après, Grégoire reçut des lettres de plusieurs évêques, entre autres d'Udon, archevêque de Trêves, de Thierry de Verdun, et de Hermann de Metz qui reconnaissaient leurs torts, en demandaient pardon, et lui promettaient désormais une obéissance inaltérable. Grégoire répondit à ces trois derniers prélats qu'il avait appris qu'ils ne s'étaient joints que malgré eux aux schismatiques et qu'il espérait qu'à l'avenir, ils demeureraient fidèles au Saint-Siège tant en réparant par une juste satisfaction la faute énorme qu'ils avaient commise.  
Quant à Pibon, évêque de Toul, il les priait de l'avertir de ne pas différer davantage à se soumettre à ses injonctions et de lui dire qu'il aurait beaucoup mieux fait de répondre aux accusations qui étaient dirigées contre lui que de se soulever contre la puissance du Prince des apôtres, de recourir aux armes pour la défense de ses iniquités, et d'exciter le roi Henri contre le Pape. Grégoire ajoutait que si Pibon ne tenait aucun compte de leurs avertissements, ils eussent à lui faire connaître qu'il était séparé de la communion du corps et du sang de Jésus-Christ par l'autorité du bienheureux Pierre.  

##### Réconciliation avec le Pape
En 1078, soit deux ans après l'assemblée de Worms, Pibon se réconcilia avec le Pape. Toutefois, il ne s'était pas encore purgé canoniquement des accusations qui avaient pesé sur lui (simonie et femme). Grégoire VII ne l'ignorait pas et il n'était pas homme à laisser sans suite une affaire de ce genre. Voici la lettre que ce souverain pontife écrivit le 22 octobre 1078 à cette occasion à l'évêque Hermann de Metz. 

« Puisque Pibon, en raison des troubles du royaume, n'a pas encore pu réunir six évêques pour prêter serment avec lui et pour attester juridiquement son innocence, nous lui permettons de remplir ses fonctions épiscopales après avoir présentement protesté de son innocence avec quatre évêques. Et quant aux deux autres évêques que les canons exigent pour le nombre des six qui doivent faire serment avec lui, nous lui avons accordé jusqu'au carême pour les assembler. Nous vous avertissons et nous vous exhortons au nom de votre propre charité qui nous est si précieuse et nous vous ordonnons au besoin en vertu de notre autorité apostolique dans le cas où vous reconnaîtriez que Pibon est véritablement innocent des crimes dont on l'accuse, de ne pas différer un instant à lui tendre comme cela est de toute justice une main fraternelle et secourable. Car il est écrit : Portez vos fardeaux les uns les autres et vous accomplirez ainsi la loi du Christ »

L'Histoire ne parle pas de l'issue de cette affaire mais il est probable que Pibon se justifia puisqu'il fut conservé sur son siège et que plus tard, lorsqu'il voulut se faire religieux au monastère de Saint Bénigne de Dijon, les peuples de son diocèse le redemandèrent avec de vives instances. La réconciliation de ce prélat avec le Pape fut d'abord peu sincère ou au moins peu durable car il se rejeta imprudemment pour quelque temps encore dans le parti d'Henri. Ce prince, après avoir été retranché de nouveau du sein de l'Église en 1080, convoqua d'abord à Mayence puis à Brixen un concile composé de trente évêques, du nombre desquels était Pibon et où l'on décida qu'il fallait excommunier le Pape lui-même. Cette résolution fut prise le samedi et la sentence devait être prononcée le lendemain dimanche à la grand messe. L'Empereur désigna l'évêque Pibon de Toul pour proclamer l'anathème ; le motif qui l'avait déterminé à faire ce choix était la faiblesse de caractère du Prélat et la grande inconstance de ses opinions.   
Néanmoins, Pibon eut assez de sagesse et surtout de fermeté pour résister à l'ordre d'Henri. Il s'échappa pendant la nuit et touché d'un sincère repentir, il courut à Rome se jeter aux pieds du Pape et lui rendre compte de sa conduite. Grégoire le reçut avec bonté, lui pardonna et lui donna même le pouvoir d'absoudre les évêques schismatiques qui reviendraient à l'Église romaine. Dès que l'Empereur apprit la démarche de Pibon à Rome et sa réconciliation avec le Pape, il en fut tellement irrité que dans un conciliabule tenu à Trêves, il le chassa de son siège.   
Pibon, soutenu alors par Grégoire, aurait pu facilement résister à l'orage mais il jugea plus sage de céder, et, comme depuis longtemps, il désirait faire un voyage à Jérusalem, il profita de la circonstance pour l'entreprendre et partit en 1085 pour l'Orient en compagnie du duc de Luxembourg. À son retour, il s'arrêta dans le monastère de Saint Bénigne à Dijon avec l'intention d'y revêtir l'habit religieux ; mais les seigneurs lorrains et les bourgeois de Toul s'adressèrent au Pape pour le prier d'user de son autorité près de Pibon afin de le faire renoncer à la résolution qu'il manifestait et de le décider à reprendre le gouvernement de son diocèse. Le Pape accueillit cette demande et publia exprès un bref par lequel il enjoignit à Pibon de retourner à Toul.  

### Participation au Concile de Clermont (1095)

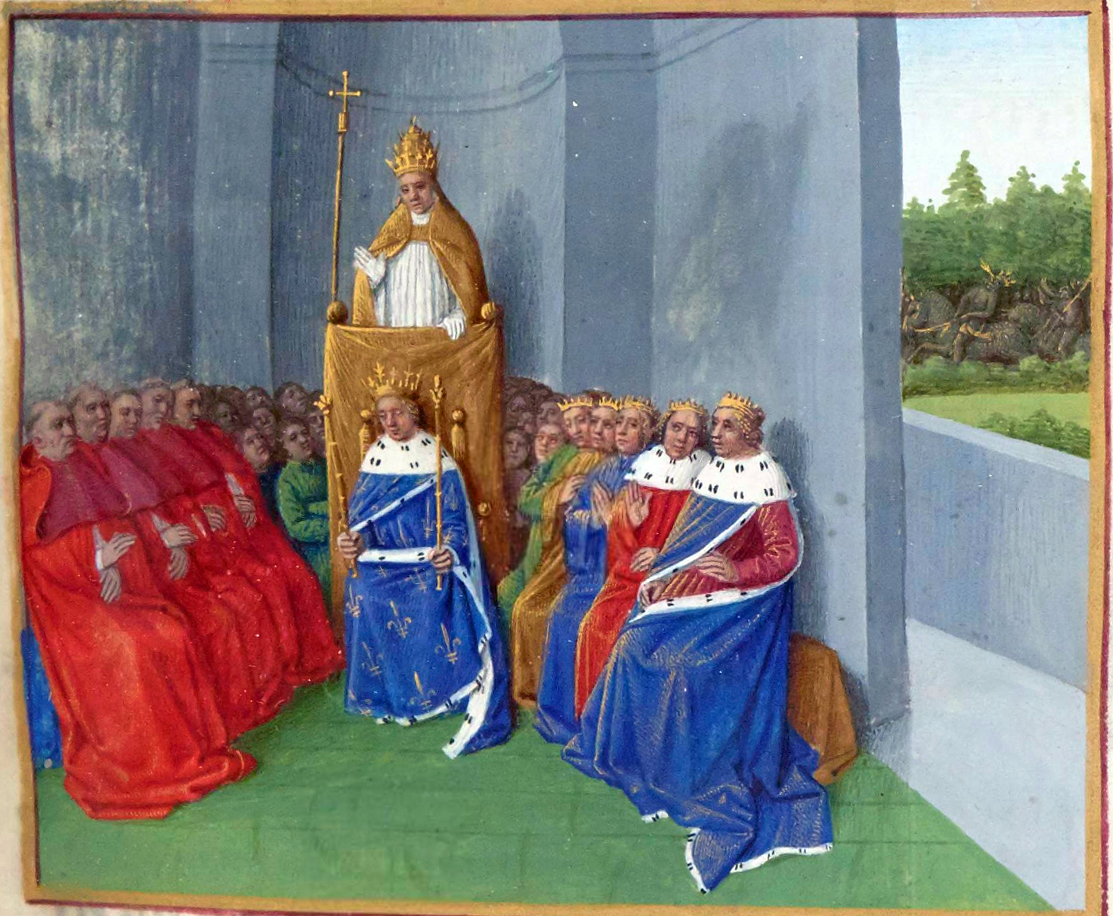
Le Pape Urbain II prêche la Croisade au Concile de Clermont (1095)

À peine rentré dans son évêché, Pibon fut convoqué par le pape Urbain II au concile de Clermont où l'on devait s'occuper de la guerre sainte et où fut décidée la première croisade. Les prédications de Pierre l'Ermite venaient d'embraser la France et une grande partie de l'Europe pour aller secourir les Chrétiens d'Asie ; un enthousiasme religieux avait saisi toutes les classes des populations. On vit accourir au Concile de Clermont, présidé par le Pape lui-même, une foule de princes, d'ambassadeurs, de prélats, de comtes et de docteurs renommés. Renaud, comte de la ville de Toul, et Pierre son frère, y suivirent l'évêque Pibon. Ce dernier rapporta dans son diocèse une large part du zèle qui avait électrisé les membres du Concile. Il se mit à prêcher et à faire prêcher la croisade dans toutes ses églises.  
Une grande partie de la noblesse lorraine prit la croix ; le duc Thierri en donna le premier l'exemple et il fut suivi d'une foule de gens de toutes les conditions. Les croisés lorrains et toulois firent partie de l'expédition commandée par Godefroi de Bouillon, laquelle se mit en marche pour la Terre sainte huit mois après le concile de Clermont. L'évêque Pibon brûlait du désir de conduire en personne ses diocésains à la délivrance du tombeau du Christ mais son grand âge fut le seul obstacle qui l'empêcha de l'accomplir. Renaud et Pierre de Toul s'illustrèrent dans cette guerre par des prodiges de valeur sous les yeux du célèbre Godefroi qui devint lui-même roi de Jérusalem.  

#### Fondation de l'abbaye de Saint-Léon

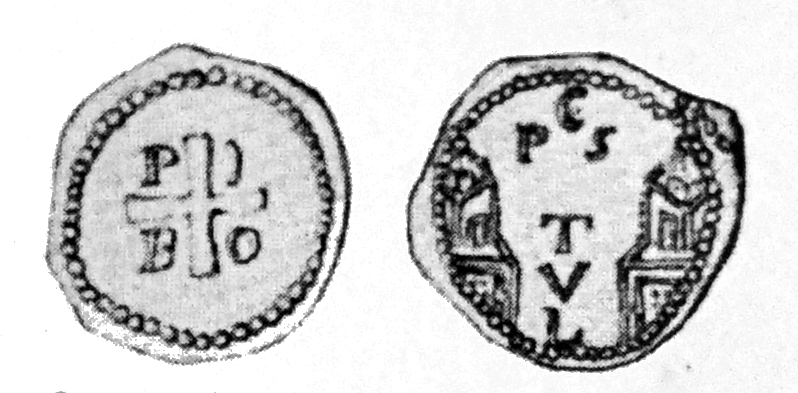
Denier frappé sous Pibon avec représentation de la Cathédrale Saint-Étienne de Toul.

C'est sous l'épiscopat de l'évêque Pibon que fut fondée l'abbaye de Saint Léon, en l'honneur de Léon IX, par Lutulphe, doyen du chapitre de la Cathédrale.  
Pibon construisit aussi en 1091 une tour sur l'un des collatéraux du chœur de la cathédrale. 
Il mourut le 23 novembre 1107. Son successeur sera Richwin de Commercy.